# Chesapeake and Ohio Canal National Historical Park
Chesapeake and Ohio Canal National Historical Park (Narodowy Park Historyczny Kanału Chesapeake-Ohio) – amerykański narodowy park historyczny obejmujący ochroną pozostałości położonego w Waszyngtonie oraz stanach Maryland i Wirginia Zachodnia XIX-wiecznego kanału wzdłuż rzeki Potomak.

## Historia
Budowa kanału Chesapeake-Ohio, mającego ustanowić komercyjny szlak transportowy między zatoką Chesapeake a rzeką Ohio, rozpoczęła się w 1828 roku. Ten cel nigdy nie został zrealizowany i budowa kanału zakończyła się w 1850 roku, gdy kanał osiągnął długość 296,9 km, łącząc dzielnicę Waszyngtonu, Georgetown, z miastem Cumberland w Marylandzie. Kanał funkcjonował komercyjnie w latach od 1836 do 1924, kiedy to został zamknięty ze względu na znaczne zniszczenia spowodowane powodziami.

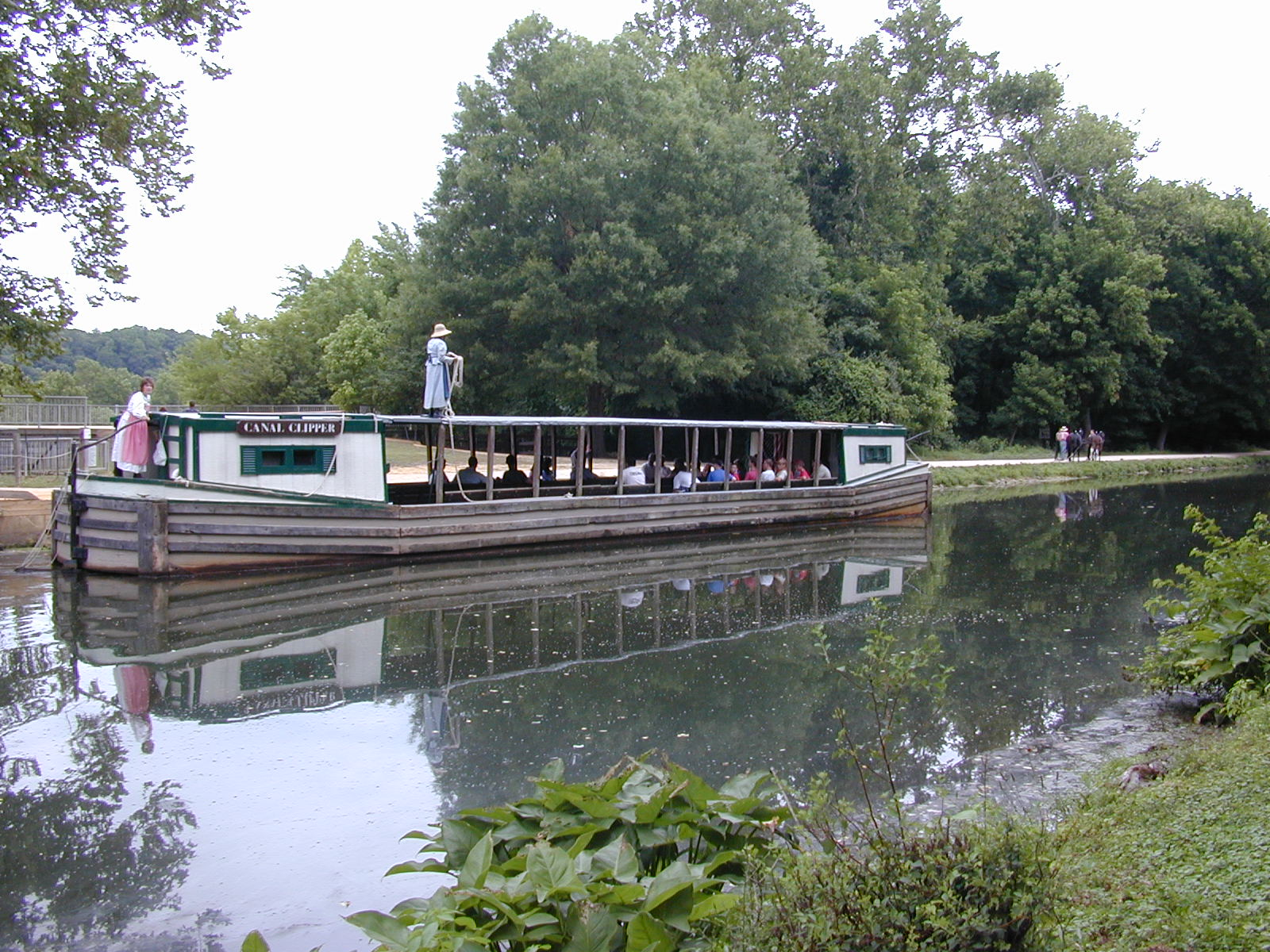
Zabytkowa barka w narodowym parku historycznym kanału Chesapeake i Ohio

Nieczynny i zniszczony kanał został zakupiony przez rząd federalny USA w 1938 roku i przekazany w zarządzanie National Park Service. Agencja zdołała odnowić i odtworzyć pierwsze 35 km kanału z przeznaczeniem na cele rekreacyjne, lecz prace te musiały zostać przerwane z powodu II wojny światowej.
Po wojnie Kongres Stanów Zjednoczonych wyraził zainteresowanie przekształceniem kanału w drogę dla ruchu samochodowego. Dnia 3 stycznia 1954 roku redakcja gazety The Washington Post opublikowała komentarz popierający rządowy plan. Spotkał się on jednak ze sporym sprzeciwem ze strony Williama O. Douglasa, ówczesnego sędziego Sądu Najwyższego Stanów Zjednoczonych. W liście do redakcji, opublikowanym w gazecie 19 stycznia 1954 roku, Douglas zarzucił redaktorom gazety ignorancję i zaproponował im wspólną wycieczkę pieszo wzdłuż całej długości kanału. Ekspedycja doszła do skutku w marcu 1954 roku i była wydarzeniem medialnym. Artykuł o niej opublikował tygodnik Time i liczne inne gazety. Z dnia na dzień rosło poparcie dla planów zachowania kanału. Ostatniego, ósmego dnia wyprawy utworzono w tym celu komitet, któremu przewodniczył sędzia Douglas. Jego wieloletnie starania doprowadziły do ustanowienia na terenie kanału w 1961 roku narodowego pomnika Stanów Zjednoczonych, który został przekształcony w obecny park historyczny 8 stycznia 1971 roku. W 1977 park oficjalnie dedykowano sędziemu Douglasowi.

## Park współcześnie
Współcześnie park stanowi popularne miejsce odpoczynku i rekreacji. W roku 2003 był odwiedzony przez ponad 2,8 mln turystów. Ze względu na swój rozmiar park posiada sześć centrów turystycznych, w których znajdują się wystawy eksponujące historyczne znaczenie kanału. Na terenie parku można uprawiać kajakarstwo (w tym kajakarstwo górskie na Potomaku), a także turystykę pieszą i rowerową. Wzdłuż kanału znajdują się liczne kempingi: 30 bezpłatnych (z dostępem wyłącznie pieszo) i 5 płatnych (dostępnych samochodem). Możliwe jest przebycie całego szlaku wzdłuż kanału, co zajmuje od 8 do 10 dni pieszo albo 2 lub 3 dni rowerem.